# Szyby
Szyby – wieś w Polsce położona w województwie świętokrzyskim, w powiecie ostrowieckim, w gminie Bodzechów.
W latach 1975–1998 miejscowość administracyjnie należała do województwa kieleckiego.